# Knuckles the Echidna
Knuckles the Echidna (ナックルズ ・ザ・エキドゥナ?, Nakkurusu za Ekiduna) è un personaggio appartenente alla serie di videogiochi a piattaforme Sonic the Hedgehog. È un'echidna rosso antropomorfo, ultimo sopravvissuto della sua tribù, che funge da guardiano del Master Emerald, un enorme smeraldo in grado di tenere sotto controllo il potere degli smeraldi del Caos (oggetti ricorrenti della serie). È nativo di Angel Island, un'isola che fluttua nel cielo grazie al potere dello smeraldo.
Venne introdotto per la prima volta dalla SEGA come antagonista in Sonic the Hedgehog 3, in cui il Dr. Eggman lo ingannò per metterlo contro Sonic e Tails. È poi riapparso come personaggio giocabile in Sonic & Knuckles, inizialmente ancora come rivale di Sonic, ma dopo aver appreso l'inganno di Eggman si alleò con lui, divenendo alla fine uno dei suoi migliori amici. Knuckles è una delle icone del franchise e uno dei suoi personaggi più celebri, apparendo nei videogiochi della saga più di qualsiasi altro personaggio dopo Eggman, Tails e Sonic. È un personaggio di spicco anche nei fumetti, serie animate, film, merchandising e multimedia basati sulla mascotte di SEGA, oltre che ad essere protagonista assoluto del videogioco spin-off Knuckles' Chaotix (1995), dell'omonima serie a fumetti pubblicata da Archie Comics tra il 1997 e il 2000, e della miniserie televisiva spin-off su Paramount+ Knuckles del 2024.

## Descrizione
(Knuckles in Sonic Adventure)

### Aspetto
Knuckles è un'echidna antropomorfa rossa, avente sul petto della pelliccia bianca a forma di mezza luna. Ha gli aculei come dreadlocks e indossa due guanti da boxe, ciascuno con due spuntoni sulle sue nocche, che sono la sua unica arma. Le scarpe di Knuckles si basano sui colori della bandiera giamaicana, e originariamente si era pensato di farlo parlare con tale accento. È leggermente più alto di Sonic.

### Poteri e abilità
Knuckles è un guerriero le cui caratteristiche dominanti sono la sua forza brutale, le arti marziali e i suoi guanti con le nocche acuminate da cui deriva il suo nome (knuckles è l'inglese per nocche), che può utilizzare per arrampicarsi su pareti verticali con facilità, scavare nel terreno e tirare pugni più forti. È anche in grado di planare, nuotare (a differenza di Sonic), scalare pareti e scavare in modo rapido; grazie alla sua forza, riesce a tener testa ai nemici più pericolosi. Tali abilità gli tornano spesso utili dato che è anche un cacciatore di tesori. Knuckles è anche in grado di trasformarsi in Super Knuckles (スーパーナックルズ?, Sūpā Nakkuruzu) raccogliendo tutti i sette Chaos Emerald ed in Hyper Knuckles (ハイパーナックルズ?, Haipā Nakkuruzu) grazie al potere dei Super Emerald, entrambe le forme sono comparse per la prima volta in Sonic the Hedgehog 3 & Knuckles.
Nei fumetti Archie la forma di Super Knuckles viene inizialmente chiamata Hyper Knuckles per poi tornare ad utilizzare il nome originale, inoltre in questa sua incarnazione possiede un'ulteriore forma conosciuta con il nome di Chaos Knuckles. La canonicità delle trasformazioni nei giochi è stata messa in dubbio, visto che, secondo l'andamento degli eventi di Sonic 3 & Knuckles, è stato Sonic a collezionare tutti gli Emerald e visto che di loro non è più stata fatta menzione, ad eccezione di Sonic Frontiers, in cui è lo stesso Knuckles a nominare la sua capacità nel trasformarsi in Super Knuckles.

### Personalità
Knuckles è l'ultimo sopravvissuto di un'antica stirpe degli echidna mobian, il Knuckles Clan, che milioni di anni prima abitavano sulla mistica isola fluttuante di Angel Island. Il suo compito è custodire e proteggere il Master Emerald, un enorme smeraldo verde in grado di tenere sotto controllo il potere dei sette Smeraldi del Caos e che consente all'isola di fluttuare. A causa della sua posizione remota e il fatto che raramente si allontani dal suo dovere, Knuckles è a volte solo, e a causa di tutto ciò è molto diffidente e antisociale, ma dall'altro lato, egli è piuttosto ingenuo.
Knuckles è un tipo generalmente solitario, indipendente e serio, nonché scorbutico, testardo e irascibile. Tuttavia, si batte per i suoi amici se questi sono in pericolo; in particolare, Knuckles ha un rapporto di amicizia e rivalità con Sonic. Quando è arrabbiato può agire in modo avventato. Non avendo avuto contatti con il mondo esterno, Knuckles è cresciuto introverso e ha stretto legami con gli animali e la natura di Angel Island; questo lo rese inizialmente una facile vittima degli inganni di Eggman.

### Doppiaggio

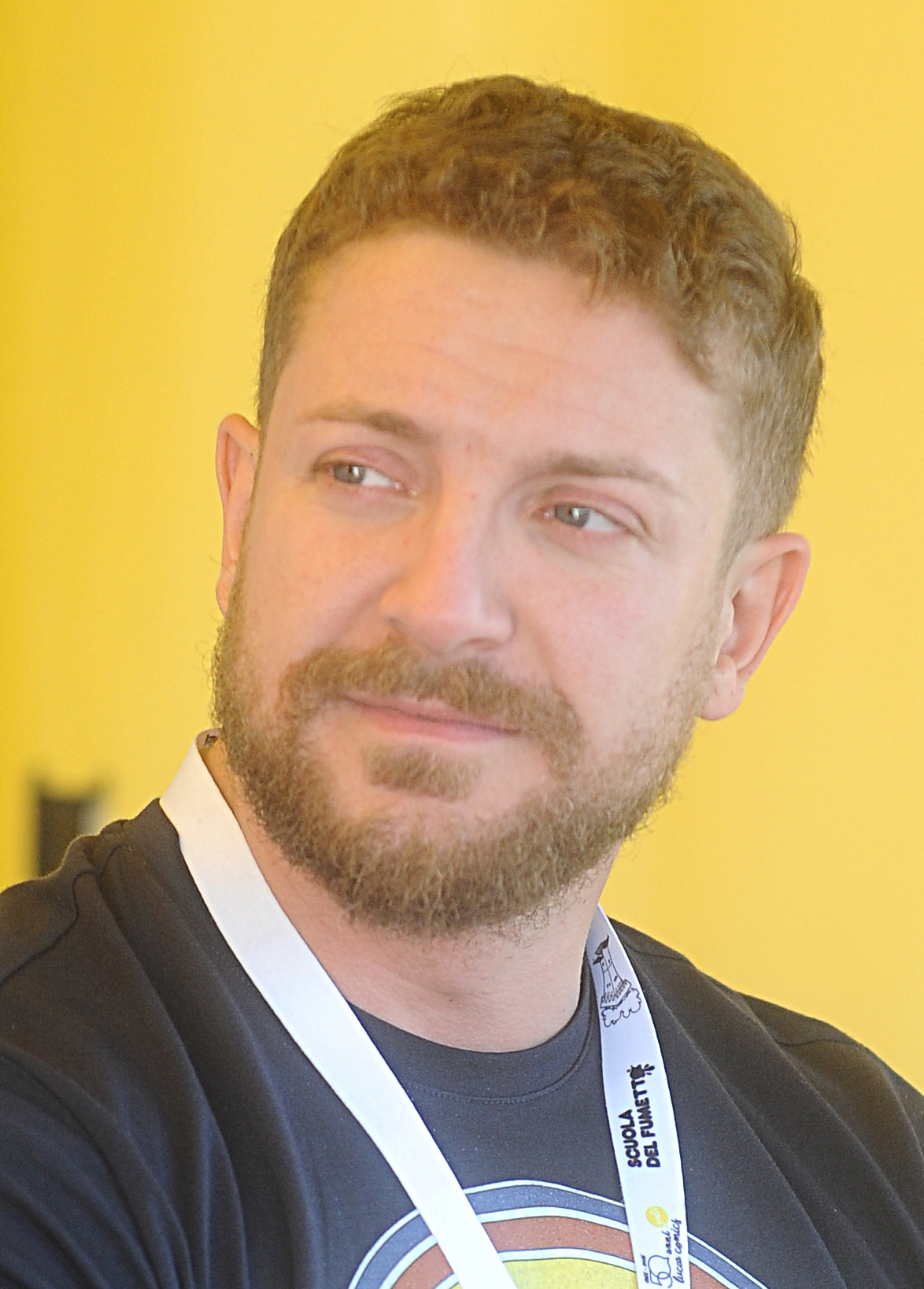
Maurizio Merluzzo, doppiatore italiano di Knuckles nei videogiochi dal 2011, nei film e in Sonic Prime.

Knuckles è doppiato in giapponese dal seiyū Nobutoshi Canna da Sonic Adventure, il quale ricopre tuttora il ruolo oltre ad avergli prestato la propria voce nell'anime Sonic X e nelle serie animate Sonic Boom e Sonic Prime.
Nel doppiaggio giapponese dell'OAV Sonic the Hedgehog fu doppiato da Yasunori Matsumoto. Nel film live-action Sonic - Il film 2 viene invece doppiato da Subaru Kimura.
Nelle versioni americane dei videogiochi si sono susseguiti: Micheal McGaharn in Sonic Adventure, Ryan Drummond in Sonic Shuffle, Scott Dreier da Sonic Adventure 2 a Sonic Advance 3, Dan Green da Shadow the Hedgehog a Sonic & SEGA All-Stars Racing oltre che in Sonic X, Travis Willingham da Sonic Colours e Sonic Free Riders a Super Smash Bros. Ultimate e nella serie animata Sonic Boom mentre Dave B. Mitchell lo doppia da Team Sonic Racing in poi.
Nel doppiaggio americano della miniserie OAV fu impersonato da Bill Wise, in Sonic Underground da Brian Drummond mentre in Sonic Prime da Adam Nurada.
Knuckles è doppiato in italiano da Maurizio Merluzzo a partire da Sonic Generations oltre che in Sonic 2 - Il film Sonic Prime, la miniserie televisiva a tecnica mista e Sonic 3 - Il film. Nel franchise cinematografico, Merluzzo usa una voce più cupa e roca rispetto agli altri media, per emulare quella di Idris Elba e sottolineare il passato drammatico del personaggio. In Sonic Underground Knuckles è doppiato da Davide Garbolino e da Oreste Baldini nelle serie animate Sonic X e Sonic Boom.

## Apparizioni

### Videogiochi

#### Anni '90

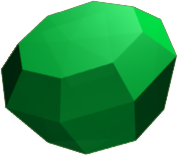
Il Master Emerald

In Sonic the Hedgehog 3, Knuckles fa la sua prima apparizione. Knuckles vive ad Angel Island, un'isola che fluttua nel cielo grazie al potere dello smeraldo gigante Master Emerald, di cui è il guardiano. È l'ultimo sopravvissuto del Knuckles Clan, un'antica civiltà di Echidna che un tempo abitavano l'isola.. A causa della sua posizione remota e il fatto che raramente si allontani dal suo dovere, Knuckles è un tipo solitario e molto diffidente e antisociale, ma dall'altro lato, egli è piuttosto ingenuo. Un esempio di questa ingenuità avviene proprio in questo titolo dove crede che Sonic e Tails vogliano rubare il Master Emerald ed il Dottor Robotnik voglia proteggerlo.
Il Dr. Robotnik, in seguito alla precedente sconfitta sulla stazione spaziale Death Egg, precipita su Angel Island. Mentre inizia a riparare la nave, incontra Knuckles. Scoprendo che il Master Emerald può dare energia alla nave e che i suoi acerrimi nemici Sonic e Tails lo stanno inseguendo, il dottore decide di approfittare dell'ingenuità dell'echidna facendogli credere che Sonic e Tails siano intenzionati a rubare lo smeraldo. Sotto inganno, Knuckles si allea con Robotnik e attacca Sonic e Tails appena giunti sull'isola, per poi rubare loro i Chaos Emerald e fuggire. Nel corso del gioco, Knuckles continua a mettere i bastoni tra le ruote a Sonic e Tails, cercando di impedire loro di raggiungere il malvagio dottore. Nell'ultimo livello si para davanti al protagonista impedendogli di proseguire la caccia al dottore, ma l'improvviso decollo del Death Egg fa sbalzare l'echidna dalla trave su cui si era posizionato, facendolo cadere in acqua.
In Sonic & Knuckles, Knuckles diventa per la prima volta un personaggio giocabile. Nella storia Sonic, torna nuovamente come rivale, e come nel gioco precedente sotto inganno cerca di fermare Sonic. Nel livello Hidden Palace Zone si scontra con il riccio supersonico, ma viene sconfitto. Subito dopo, l'echidna scopre la verità vedendo Robotnik rubare il Master Emerald. Infuriato, cerca di aggrapparsi alla navicella del dottore ma viene attaccato da una scossa elettrica. Dopo questo, Knuckles comprende che i due eroi erano dalla sua parte, e si allea con loro per fermare Robotnik. Dopo la distruzione del Death Egg ed il ritorno del Master Emerald su Angel Island, Knuckles ringrazia Sonic e Tails e torna a vegliare sull'isola fluttuante.
Per sua sfortuna, la pace non durò a lungo. Infatti nella sua storia un'EggRobo proveniente da Sky Sanctuary usa una bomba per compiere un agguato a Knuckles, mentre quest'ultimo cerca di rilassarsi assieme ai suoi amici animali, causando di conseguenza l'inizio dell'avventura di Knuckles. EggRobo cerca di lavorare assieme a Mecha Sonic, sopravvissuto ad un precedente combattimento con il vero Sonic, catturando Knuckles per permettergli di colpirlo. Tuttavia, Knuckles riesce a sfuggire all'attacco di Mecha Sonic all'ultimo minuto, causando la distruzione di EggRobo, e inizia a lottare con il robot. Quando sembra che Knuckles abbia vinto la battaglia, Mecha Sonic sfrutta l'energia del Master Emerald per trasformarsi nella sua super trasformazione, ma Knuckles riesce a sconfiggerlo nuovamente e a salvare il Master Emerald. Dopodiché, Knuckles viene salvato da Sonic prima che Sky Sanctuary venga distrutto assieme a Mecha Sonic.
In Sonic the Hedgehog: Triple Trouble viene nuovamente ingannato dal Dr. Eggman, il quale gli fa credere che Sonic ha intenzione di conquistare il mondo utilizzando il potere degli Smeraldi del Caos, così decide di recuperare le cinque gemme restanti e le nasconde negli Special Stage. All'inizio dell'avventura, trova Sonic e Tails e li avvisa che non avrebbero mai trovato gli smeraldi, dopodiché decide di fuggire via. A seguito di ciò prova più volte a sbarrare la strada al duo, sfruttando anche un veicolo sott'acqua, tuttavia ne esce sconfitto e viene imprigionato ad Atomic Destroyer Zone da Eggman, dove viene poco dopo liberato da Sonic e Tails, con i quali fugge via.
In Sonic Drift 2 è un personaggio giocabile dove guida una macchina gialla chiamata Tempest ed è l'unico membro del cast ad essere in grado di sfruttare due abilità speciali.
In Knuckles' Chaotix ricopre il ruolo di assoluto protagonista e la storia è ambientata alcuni mesi dopo le vicende di Sonic & Knuckles, nota che una nuova isola è riemersa dall'oceano meridionale a causa di un'intensa attività tettonica scaturita involontariamente dal Master Emerald dopo la caduta di Angel Island in mare. Con l'intenzione di trovare qualcosa che potesse rinforzare l'altare in cui custodiva la sua gemma, Knuckles si reca sull'isola per investigare e scopre ben presto che è stata trasformata in Newtrogic High Zone dal Dr. Eggman, il quale è intento ad attuare un nuovo piano malvagio che vede l'utilizzo dei Dark Ring. Cerca di catturare lo scienziato, ma questi viene tratto in salvo dal fedele servitore robotico Metal Sonic, allora libera Espio ed in seguito anche il resto di un gruppo di personaggi allora conosciuto come i Chaotix (Vector the Crocodile, Charmy Bee e Mighty the Armadillo), per fare squadra con loro e fermare la minaccia comune.
In Sonic the Fighters è sia giocabile che affrontabile come primo sfidante nella modalità giocatore singolo. Qui è un combattente molto potente in grado di librarsi attorno ai suoi nemici ed usare lo Spin Attack.
In Sonic's Schoolhouse può essere visto sotto forma di statua oppure in diverse illustrazioni presenti nella scuola, ma non appare di persona.
In Sonic 3D: Flickies' Island viaggia fino a Flicky Island con Sonic e Tails. Avendo sentito parlare delle leggende riguardanti l'isola dei Flicky e che quest'ultimi siano il mezzo per trovare i Chaos Emerald, il trio si reca sul posto per trovare i suddetti uccellini ma trovano un pandemonio causato da Eggman che ha costruito una nuova base e ha trasformato i poveri animali in robot che sfrutta per recuperare le gemme. Così la volpe e l'echidna uniscono le loro forze con Sonic per aiutarlo a trovare i preziosi, intanto che lui si occupa di salvare i Flicky e sconfiggere lo scienziato. Nel corso del gioco lo si potrà incontrare in svariate aree e se gli verrà data la cifra di 50 Rings fornirà il passaggio ad una fase speciale.
In Sonic Blast fa nuovamente squadra con Sonic per fermare il Dr. Eggman il quale ha intenzione di utilizzare i frammenti dei Chaos Emerald per fortificare il suo Silver Castle, tuttavia le ragioni che portano l'echidna ad iniziare l'avventura in questo caso sono legate al fatto che non si fida a lasciare che Sonic svolga questo compito da solo oltre che il desiderio di voler punire lo scienziato malvagio. Alla fine, gli eroi recuperano gli smeraldi e distruggono la neo fortezza di Eggman.
In Sonic R è giocabile fin dal principio e possiede l'abilità di planare dopo aver eseguito un salto, rendendo più semplice l'attraversamento dei vari circuiti, oltre a ciò è un corridore bilanciato.
In Sonic Adventure, la trama è incentrata su Chaos e la storia della distruzione della tribù degli Echidna di cui Knuckles è l'ultimo discendente rimasto. Migliaia di anni prima degli eventi principali, gli antenati di Knuckles protessero il Master Emerald dopo che il loro leader Pachacamac scatenò l'ira di Chaos, il quale stermino quasi completamente la civiltà degli Echidna. In questo gioco si apprende anche che Knuckles non ha memoria di quando ha cominciato ad essere il guardiano del Master Emerald e nemmeno del perché lo faccia, sa solo che le cose stanno così e non ha la minima intenzione di cambiarle. Inoltre in questo capitolo si apprende che Knuckles può ricostruire il Master Emerald (abilità che solo lui in tutta la saga ha dimostrato di avere), andato distrutto da Eggman per liberare Chaos dalla sua prigionia.
In Sonic the Hedgehog Pocket Adventure attacca Sonic per motivi sconosciuti ed affronta quest'ultimo ad Aquatic Relix Zone. Dopo la sua sconfitta, perde il Chaos Emerald che portava con sé, ma il riccio è intenzionato a restituirglielo, tuttavia nel mentre ai due viene tesa un'imboscata da Eggman che ruba il prezioso e comincia a far crollare l'intera area circostante. Con le ultime forze che ha in corpo, l'echidna spedisce Sonic fuori dalla grotta usando un montante, dopodiché perde i sensi. Successivamente rientra in possesso del suo smeraldo ed alla fine del gioco vede Sonic e Tails volare via con l'aereo Tornado.

#### Anni 2000
In Sonic Shuffle finisce al Temple of Light di Maginaryworld dove assieme a Sonic, Tails ed Amy aiuta Lumina Flowlight a restaurare la Perfect Precioustone, la quale è stata frammentata da Void, il che ha causato anche la sparizione nel nulla di Illumina, la loro protettrice.
In Sonic Adventure 2, Knuckles si scontra ferocemente con Rouge the Bat (personaggio che compie la sua prima apparizione proprio in questo contesto) la quale è decisamente intenzionata a portarsi via il Master Emerald. L'improvviso arrivo di Eggman costringe Knuckles a prendere la drastica decisione di frantumare nuovamente il gigantesco smeraldo, consapevole di poterlo ripristinare alle sue originarie condizioni, una volta recuperati tutti i pezzi. Così come nel gioco precedente, quindi, l'obiettivo primario dell'echidna è quello di recuperare i frammenti dello smeraldo. Proseguendo con la trama si arriva ad un secondo incontro/scontro con la pipistrellina nel quale l'echidna le salva la vita e, dopo un eloquente gioco di sguardi, riceve come ricompensa i frammenti mancanti dello smeraldo. Nel gran finale del gioco Knuckles sfodera nuovamente i suoi poteri di guardiano usando il Master Emerald per annullare l'energia degli Smeraldi del Caos come Tikal aveva fatto nell'episodio precedente usando l'ormai famosa formula «I sette caos sono l'agente. Il caos è energia, forza che scaturisce dal cuore. Chi sa ricomporre il caos è suo controllore. Master Emerald ti imploro, ferma i Chaos Emerald!»
In Sonic Advance unisce le sue forze con Sonic, Tails ed Amy per fermare il Dr. Eggman dall'ottenere i sette Smeraldi del Caos; nel corso della loro avventura i buoni riusciranno ad ottenere le gemme inseguendo il dottore fino a X-Zone. Dopo aver sconfitto l'EGG X, tutti fanno ritorno sulla Terra mentre Super Sonic fronteggia lo scienziato in un ultimo confronto sulla Luna. Aspettano con ansia l'arrivo di Sonic ma questi sembra non fare mai ritorno; alcuni giorni dopo Tails lo cerca volando con il Tornado e lo vede nella sua forma super in cielo, dopodiché viene riaccolto dagli amici. A differenza delle precedenti apparizioni è in grado di nuotare in superficie, cosa che nessun altro è in grado fare.
In Sonic Advance 2 viene rapito assieme a Tails da Eggman che vuole creare il suo impero. Per loro fortuna sopraggiunge il porcospino blu che lo mette in salvo a Sky Canyon, qui lo ringrazia per il pronto intervento e si unisce nella lotta contro il maligno scienziato. Dopo aver apparentemente sconfitto il loro arcinemico, i tre eroi accompagnati da Cream e Cheese scoprono che la madre della coniglietta, Vanilla, è stata rapita da Eggman a bordo di un mech di sua invenzione. Sonic si trasforma in Super Sonic per aiutarla e sconfiggere Eggman, tutto va per il meglio e questi fa ritorno con Vanilla, Knuckles lo ringrazia per il suo aiuto ma si accorge che poco dopo il suo amico è già partito per una nuova avventura.
In Sonic Pinball Party si iscrive al torneo di flipper Egg Cup Tournament a Casinopolis con l'intenzione di fermare Eggman, tuttavia il primo avversario che incontra è Sonic, il quale sfida amichevolmente ma viene sonoramente sconfitto. Nonostante ciò, consiglia all'amico di non abbassare la guardia; alla fine assiste alla dipartita dello scienziato e la liberazione dei prigionieri da parte di Sonic.
In Sonic Heroes torna come personaggio di tipo Power e membro del Team Sonic, formato assieme a Sonic e Tails. All'inizio del gioco Tails e Knuckles portano una lettera al porcospino da parte di Eggman dove questi afferma di aver creato l'arma suprema e li sfida a fermarlo entro tre giorni altrimenti avrebbe conquistato il mondo, dove aver letto il messaggio i tre partono all'avventura formando così il Team Sonic. Durante il viaggio affronteranno e sconfiggeranno più volte il Dr. Eggman senza mai però riuscire a catturarlo e parteciperanno anche a due sconti in momenti distinti contro il Team Rose e il Team Dark. Arrivati a Final Fortress distruggono Egg Emperor, un gigantesco robot armato di lancia e scudo, controllato dallo scienziato, dopodiché il gruppo si scioglie momentaneamente in quanto Sonic viene comicamente inseguito da Amy che lo vuole sposare. Nell'ultima storia il trio si riunisce agli altri team presenti sul luogo e vengono a conoscenza del fatto che la vera mente dietro tutto ciò non era altri che Metal Sonic, che si è impersonato nel suo creatore per diventare più forte e conquistare il mondo. Mentre i membri delle altre squadre cercano di indebolire Metal Madness (trasformazione di Metal Sonic), Knuckles e il suo gruppo sfruttano il loro tempo a disposizione per trasformare Sonic in Super Sonic grazie al potere degli Smeraldi del Caos; l'atto si compie con successo e Tails e Knuckles vengono protetti da una speciale sfera difensiva che funge da scudo e che gli permette di volare per un tempo pari a quello della durata della super trasformazione di Sonic. I tre volano in cielo per lottare contro Metal Sonic, trasformato nella sua ultima forma, Metal Overlord. Una volta sconfitto, Knuckles inizia a chiacchierare con Rouge.
In Sonic Battle sente la notizia che alcuni E-121 Phi, dei particolari robot, hanno iniziato a compiere furti di gioielli in città. Più avanti nella storia, incontra Sonic, Tails ed Emerl e vedendo quest'ultimo lo scambia per uno dei malfattori a causa dell'aspetto simile ed ingaggia un combattimento contro quest'ultimo dove ne esce battuto. Dopo aver appurato che non sia malvagio dona il suo Smeraldo del Caos agli amici in modo che il Gizoid, ovvero Emerl, possa evolversi e migliorare le proprie abilità di combattimento, anche se rimane ancora dubbioso sul perché sia Eggman che Rouge vogliano impadronirsi di quest'ultimo a tutti i costi. Nell'episodio in cui è protagonista, l'echidna decide di allenare personalmente il robot, finendo poi per affrontare alcune avventure rocambolesche con diversi equivoci da cui però ne usciranno vincitori. Alla fine della storia assiste alla battaglia tra Emerl ed Eggman tramite un monitor ma lo scienziato tende un tranello al Gizoid facendogli perdere il controllo delle proprie azioni, così Sonic viene spedito a bordo sul luogo dello scontro e fronteggia l'amico finendo però per distruggerlo involontariamente. La pace ritorna ma ognuno piange la morte dell'amico. Nel corso del gioco dimostrerà di essere un combattente lento ma molto potente, il quale vanta anche di un recupero dell'energia tra i più veloci fra i vari personaggi disponibili.
In Sonic Advance 3 la Terra viene divisa in sette grandi regioni da un Chaos Control di enormi proporzioni causato da Eggman, e Knuckles incontra un po' di tempo dopo Sonic e Tails a Sunset Hill. Vedendo il pericolo, l'echidna decide di unire nuovamente le forze ai suoi amici, nonostante il porcospino rifiuti inizialmente. Viaggiando attraverso le macro regioni, Knuckles ed amici riescono a recuperare i sette Smeraldi del Caos ed affrontare G-Merl, una versione ricostruita di Emerl. Si recano all'altare degli smeraldi e sconfiggono Hyper Eggrobo, mezzo controllato da G-Merl, e fanno ritornare il mondo alla normalità grazie al potere del Master Emerald. Più tardi, Cream e sua madre troveranno i resti del robottino e Tails riuscirà a ripararlo ridonandogli la sua personalità amichevole permettendogli di vivere finalmente in pace.
In Shadow the Hedgehog appare esclusivamente nelle missioni Hero dei livelli Glyphic Canyon, Central City e Black Comet e contro un boss dove potrà essere controllato dal secondo giocatore ma solo nelle versioni per GameCube e PlayStation 2.

#### Anni 2010
In Sonic Generations, Knuckles è un personaggio di supporto nel livello Sky Sanctuary dove aiuta Sonic Moderno a trovare alcune medaglie d'oro scavando con la sua forza, mentre è uno sfidante di Sonic Classico nel livello Green Hill dove sfida quest'ultimo in una gara a chi arriva al termine del livello utilizzando alla meglio le proprie abilità. Nella storia del titolo è presente alla festa di Sonic ma viene rapito insieme agli altri personaggi dal Time Eater, in seguito Sonic lo salva nel livello Sky Sanctuary. Alla fine del gioco, Knuckles ammette che Sonic non era stato affatto male durante la battaglia finale e Amy lo spinge ironicamente contro un albero dicendogli che Sonic era stato un grande, e Knuckles sviene dopo aver preso la botta. Questa scena è stata alterata nella remaster del 2024, in cui Amy lo colpisce sempre in pieno volto, ma senza la forza per farlo scontrare contro l'albero, lasciandolo con una faccia stupita.
In Sonic Forces, dopo che Eggman conquista il 99% del mondo grazie al suo nuovo alleato Infinite, Knuckles fonda e prende il comando della Resistenza, composta dai suoi compagni e altri personaggi, per deporlo. Lascerà il ruolo nei primi numeri della serie a fumetti IDW, che prende posto cronologicamente dopo gli eventi del gioco.

#### Anni 2020
Nel 2022 ricompare in Sonic Frontiers, dove viene intrappolato nel Cyber Spazio come ologramma sulle Starfall Islands diventando inizialmente un personaggio di supporto, mentre è giocabile nel finale alternativo del gioco Sonic Frontiers: L'ultimo orizzonte.
Nel 2023 riappare come personaggio giocabile in Sonic Superstars, recandosi alle Northstar Islands assieme a Sonic, Tails e Amy per fermare il Dr. Eggman e i suoi due alleati Fang e Trip. Nello stesso anno ritorna come personaggio giocabile in Sonic Dream Team assieme a Sonic, Tails, Amy e Rouge, dove impediscono a Eggman di realizzare i suoi sogni con un'apposita reliquia salvando inoltre Cream (rapita dallo scienziato e usata come filtro) e la guardiana Ariem.
Knuckles riappare brevemente in cameo nel videogioco spin-off Shadow Generations.

#### Altre apparizioni
Compare come personaggio utilizzabile in Sonic Riders,  Sonic the Hedgehog, Sonic Rivals, Sonic Rivals 2, Sonic e gli Anelli Segreti, (nei panni di Sinbad il marinaio nella modalità "le mille e una notte" e come personaggio giocabile in modalità party), Mario & Sonic ai Giochi Olimpici, Sonic Chronicles: La Fratellanza Oscura (nel quale incontrerà un'altra della sua specie, Shade the Echidna), Sonic Riders: Zero Gravity, Sonic e il Cavaliere Nero (in tale gioco veste i panni di Sir Galvano), Mario & Sonic ai Giochi Olimpici Invernali, Sonic & SEGA All-Stars Racing (a bordo di un quad rosso chiamato Spaccaterra), Sonic Free Riders, Mario & Sonic ai Giochi Olimpici di Londra 2012, Sonic & All-Stars Racing Transformed, Sonic Jump (nel remake del 2012), Sonic Dash, Mario & Sonic ai Giochi Olimpici Invernali di Sochi 2014, Sonic Jump Fever, Sonic Boom: L'ascesa di Lyric, Sonic Boom: Frammenti di cristallo, Sonic Boom: Fuoco e ghiaccio, Sonic Runners, Mario & Sonic ai Giochi Olimpici di Rio 2016, SEGA Heroes, Team Sonic Racing, Mario & Sonic ai Giochi Olimpici di Tokyo 2020 e Sonic Racing: CrossWorlds.
Compare come personaggio di supporto in Sonic Colours e Sonic Lost World come missione secondaria nel universo di Sonic in LEGO Dimensions e semplicemente come cameo in Sonic Jam, Sega Superstars Tennis e Super Smash Bros. Brawl. Appare anche come assistente in Super Smash Bros. Ultimate.
Ha compiuto anche svariate apparizioni in giochi resi disponibili per i telefoni cellulari: Sonic Tennis, Sonic Bowling, Sonic Hearts, Sonic no Daifugou, Sonic Kart 3D X, Sonic no 7 Narabe, Sonic no Napoleon, Sonic Speed DX, Sonic no Casino Poker, Sonic Jump 2, Sonic at the Olympic Games e Sonic Dash Quiz.
Knuckles è inoltre apparso nel remake del 2013 di Sonic the Hedgehog 2 come personaggio sbloccabile ma non ha un ruolo attivo nella trama.
Un contenuto scaricabile per il videogioco LittleBigPlanet rende disponibili alcuni costumi ispirati ai personaggi di Sonic, tra questi vi è Knuckles.
In Monster Super League è apparso durante un evento speciale tenutosi nel luglio 2019 dove i giocatori avevano la possibilità di catturarlo ed in seguito utilizzarlo come astromostro nella propria squadra invece in Phantasy Star Online 2 è presente una statua raffigurante il personaggio.

## In altri media

### Fumetti
Knuckles appare anche nella serie a fumetti mensile americana, Sonic the Hedgehog, prodotta dalla Archie Comics. In questa sua incarnazione è il diciottesimo guardiano di Angel Island ed un membro dei Brotherhood of Guardians. Nato dalla relazione di due echidna di nome Locke e Lara-Le, il suo DNA è stato alterato indirettamente a causa della radiazione degli Smeraldi del Caos emessa da Locke, il che aveva permesso al padre di affrontare un'orribile minaccia nel futuro che aveva visto in una visione. Tutto ciò ha dato alla luce un figlio con dei poteri incredibili tanto da poter essere considerato uno "Smeraldo del Caos vivente". Inoltre Knuckles è protagonista di una sua omonima serie a fumetti, sempre della Archie, a lui dedicata come per l'amico Tails. In seguito alla Super Genesis Wave, un cambiamento spazio temporale avvenuto nell'universo di Sonic, Knuckles è identico alla sua controparte presente nei videogiochi.
Nel manga 4 koma Dash & Spin: Chousoku Sonic è protagonista di una serie di brevi storie comiche assieme a Sonic, Tails, Amy, Shadow, un Chao e il Dr. Eggman. Nell'adattamento manga di Sonic Generations è uno dei partecipanti alla festa di compleanno di Sonic, dove fa notare a quest'ultimo la presenza di un altro riccio blu, ovvero Sonic Classico, poco dopo i due Sonic decidono di sfidarsi in una gara di velocità.
Nella serie spin-off Sonic the Hedgehog edita da IDW Publishing, Knuckles è il comandante della Resistenza ed è un rivale amichevole di Sonic. In un'occasione ha fatto proprio squadra con quest'ultimo per fronteggiare i fratelli Skunk, Rough the Skunk e Tumble the Skunk, dopo che questi avevano preso possesso di una città e dei Wispon.

### Animazione
In Sonic Underground (1999), Knuckles (chiamato Tira pugni nel doppiaggio italiano in una sola occasione) è il guardiano super forte dell'Isola Galleggiante, che fluttua in aria grazie al potere di uno Smeraldo dello Scompiglio. Su incarico del bisnonno Athair, Knuckles difende lo smeraldo da chiunque voglia rubarlo. Compie la sua prima apparizione quando cattura Sleet e Dingo, i quali, su ordine di Robotnik, lo ingannano facendogli credere che il trio di ricci voglia rubare lo smeraldo, ma Sonic riesce a cambiare le sue intenzioni e farlo passare dalla sua parte. Riappare come alleato in una trilogia dove aiuta i ricci a recuperare un secondo Smeraldo dello Scompiglio, rubato dallo scienziato per far funzionare la sua fortezza volante, alleandosi con quest'ultimo non appena Dingo assorbe accidentalmente i poteri della gemma. Sonic Underground è stata la prima serie animata a presentare il personaggio nel mondo dell'animazione dopo l'OAV uscito nel 1996 Sonic the Hedgehog.
Nell'anime Sonic X (2004-2006), Knuckles viene trasportato sulla Terra per via del Chaos Control creato da Eggman. Knuckles, ansioso di tornare a custodire lo Smeraldo Gigante, aiuta Sonic e i suoi amici a trovare gli Smeraldi del Caos per tornare nella propria dimensione. Parte dell'anime è tratta da Sonic Adventure, difatti Knuckles ha delle visioni del Master Emerald e di Tikal the Echidna, che narrano di come Chaos sterminò il popolo degli Echidna. Nella seconda serie dell'anime, Knuckles porta il Master Emerald sul Tifone Blu (Blue Typhoon) per usarlo come fonte d'energia dell'astronave.
Il personaggio torna ad essere uno dei protagonisti nella serie animata Sonic Boom (2014-2017), anch'egli con un nuovo design che delinea meglio le sue abilità. Infatti, oltre ad indossare delle fasce sportive, è incredibilmente più robusto e muscoloso, con una corporatura che lo rende simile ad un pugile. In questa versione Knuckles è notevolmente più stupido, ad esempio fatica a distinguere la destra dalla sinistra, non sa leggere ed è convinto che il secondo nome di Sonic sia "The" (in quanto il personaggio è chiamato in originale "Sonic the Hedgehog").
Knuckles appare nuovamente come uno dei personaggi principali nella serie animata Sonic Prime (2022-2024), basato per la prima volta nel filone narrativo della serie di videogiochi. Qui vengono introdotte delle versioni alternative del personaggio provenienti da altre dimensioni, chiamate Knucks, Gnarly e Knuckles il Terribile.

### Serie live-action (Paramount)

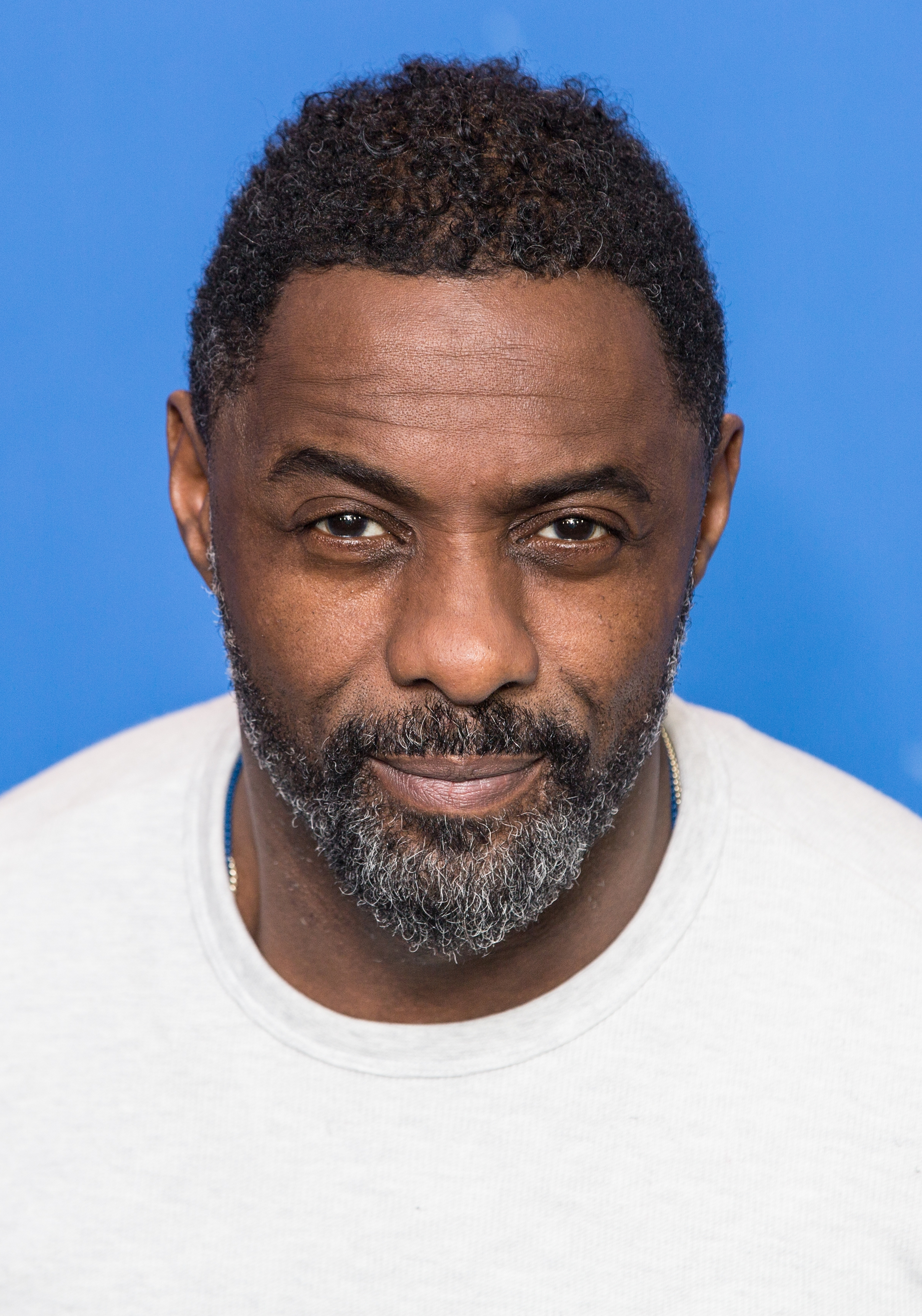
Idris Elba, doppiatore di Knuckles nella serie live-action

#### Film
Anche se Knuckles non appare nel primo film della serie, Sonic - Il film (2020), la sua presenza è allusa nella sequenza d'apertura, in cui un giovane Sonic e la sua mentore Longclaw vengono attaccati da un clan di echidna. Il co-sceneggiatore Pat Casey ha infatti confermato che la specie di Knuckles esiste nell'universo della pellicola.
A dicembre 2020, è stata confermata la presenza di Knuckles nel sequel del film, Sonic 2 - Il film (2022), mentre ad agosto 2021 venne annunciato che il personaggio sarebbe stato doppiato in lingua originale dall'attore Idris Elba; in italiano è stato doppiato da Maurizio Merluzzo, già sua voce nei videogiochi. Nel film, Knuckles è l'ultimo membro della tribù degli Echidna, creatori del Grande Smeraldo, un manufatto in grado di dare forma ai desideri di chi lo utilizza. Dato che volevano servirsene come strumento di conquista, il popolo dei Gufi fece guerra agli echidna, sottraendo loro lo smeraldo e nascondendolo sulla Terra; la guerra che ne seguì portò allo sterminio di entrambi i popoli. Nel presente, Knuckles si allea con il Dr. Robotnik e il suo braccio destro, l'Agente Stone, al fine di trovare lo smeraldo ed eliminare Sonic, verso cui Knuckles prova risentimenti poiché il riccio blu è stato allevato da un gufo, Longclaw; inoltre, il giorno in cui gli echidna attaccarono Sonic e Longclaw (come visto nel film precedente) fu l'ultima volta che Knuckles vide suo padre, che morì in battaglia. Affrontati più volte Sonic e Tails e trovato il tempio in cui è custodito il Grande Smeraldo, Knuckles apprende di essere stato solo usato da Robotnik, il quale si impossessa dello smeraldo e si fonde con esso, usando i suoi nuovi poteri per realizzare un gigantesco robot umanoide, Death Egg. Knuckles decide pertanto di unirsi a Sonic e Tails, e collaborando riescono a separare Robotnik dal Grande Smeraldo e a distruggere il Death Egg. Infine, i tre decidono di restare sulla Terra e formare una nuova alleanza incaricata di proteggere e custodire il Grande Smeraldo.
Knuckles riappare nuovamente in Sonic 3 - Il film (2024), dove si reca prima a Tokyo e poi a Londra con il Team Sonic, alleandosi malinconicamente con il Dr. Eggman e l'Agente Stone per salvare il mondo intero dal vendicativo Shadow e dal folle piano di distruzione del perfido nonno di Eggman, il professor Gerald Robotnik. Mentre il Team Sonic e i loro vecchi nemici in tregua camminano nel centro ricerche abbandonato delle G.U.N. per dare la caccia a Shadow, si scopre che Knuckles ha paura dei fantasmi, come ricordatogli dal riccio blu mentre guardavano il vecchio film di Casper del 1995, così l'echidna rosso ribatte affermando che non esistono fantasmi amichevoli.

#### Serie TV
Knuckles appare come protagonista dell'omonima miniserie televisiva spin-off del 2024, in parte ispirata al videogioco Knuckles' Chaotix (1995) e alla serie a fumetti edita da Archie Comics Knuckles the Echidna (1997-2000). In questa versione della serie l'echidna rosso indossa un cappello da cowboy, basato su quello dell'OAV Sonic the Hedgehog (1996) e nel videogioco The Murder of Sonic the Hedgehog (2023).

## Accoglienza e popolarità
Knuckles è uno dei personaggi più popolari della serie, difatti arrivò al quarto posto in un sondaggio ufficiale di popolarità giapponese nel 2006. Lorenzo Fazio di Eurogamer lo ritenne uno dei personaggi che aveva alzato "l'asticella" della qualità della serie assieme a Shadow.
Nella recensione di Knuckles' Chaotix, Sega Magazine individuò Knuckles come il migliore personaggio giocabile. Mean Machines Sega elogiò Knuckles ed Espio ritenendoli i migliori personaggi presenti nel gruppo dei Chaotix. Un recensore di GameSource trovò tutti i personaggi presenti in Sonic Rivals 2, tra cui Knuckles, come ben caratterizzati e validissimi in ogni aspetto. Nella recensione dell'anime Sonic X, Andrea Stella di Everyeye.it apprezzò le scene in cui il Dr. Eggman riusciva ad ingannare Knuckles, creando così delle sequenze comiche ben concepite.
Nel 2017, divenne celebre sul web un meme di Internet raffigurante una versione deforme del personaggio, noto come "Ugandan Knuckles", ovvero "Knuckles ugandese". Esso nacque da una breve animazione realizzata dallo youtuber Gregzilla e mostrata per pochi secondi in una sua recensione del gioco Sonic Lost World. Gli utenti della piattaforma la riutilizzarono creando dapprima una serie di video in cui il personaggio canta alcune hit musicali, ribattezzandolo Knuckles Sings; successivamente, l'utente di DeviantArt Tidiestflyer ne realizzò un modello 3D, poi introdotto come personaggio nel videogioco VRChat. Quest'ultimo venne associato dai giocatori alle frasi "Do you know the way?" ("Tu conosci la via?") e "Save the queen!" ("Salva la regina!"), tra le altre, originate dal film ugandese a basso costo Who Killed Captain Alex? e già utilizzate dai fan dello streamer di Twitch Forsen nella sua sezione dei commenti. Da allora in tale gioco molti giocatori con l'avatar di Ugandan Knuckles si radunarono più volte in gruppi, comunicando con uno stereotipato accento africano e schioccando la lingua, per poi andare dagli altri giocatori in cerca della "via" o della regina, e simulando il suono dello sputo verso coloro che "non credono nella via" o che offendono la regina. Nonostante la popolarità di Ugandan Knuckles, esso venne anche accusato di promuovere stereotipi etnici e razziali. Polygon lo descrisse come "problematico" e lo stesso creatore dell'avatar, Tidiestflyer, espresse rammarico per come venne utilizzato. Di conseguenza, nel gennaio 2018, gli sviluppatori di VRChat annunciarono la creazione di "nuovi sistemi per consentire alla comunità di moderarsi meglio" e chiedendo agli utenti di usare le funzioni di silenziamento.